# ورزشگاه سیمونتا لامبرتی
ورزشگاه سیمونتا لامبرتی (به ایتالیایی: Stadio Simonetta Lamberti) ورزشگاهی چند منظوره در شهر کاوا د تیرنی در کشور ایتالیا است.
بازی‌های خانگی باشگاه فوتبال کاواسه در این ورزشگاه برگزار می‌شود.